# Gogita Arkania
Gogita Arkania (* 2. května 1984, Tbilisi) je gruzínský karatista. Je dvojnásobným mistrem světa (2014, 2021) v kumite, ve váhové kategorii nad 84 kg. Z MS má i jeden bronz (2008), má též čtyři bronzové medaile z ME. Žije v hlavním městě Gruzie Tbilisi. Od roku 2014 je ženatý. Oženil se s Tati Melua. Na olympijských hrách v Tokiu roku 2021 byl vlajkonošem gruzínské výpravy na závěrečném ceremoniálu.

## Úspěchy
Mistrovství světa
- 3. místo - v kategorii kumite muži open, v roce 2008 v Japonsku
- 1. místo - v kategorii muži −84 kg, v roce 2014 v Německu
- 1. místo - v kategorii muži −84 kg, v roce 2021 ve Spojených arabských emirátech

Mistrovství Evropy
- 3. místo - v kategorii kumite muži −80 kg, v roce 2005 ve Španělsku
- 3. místo - v kategorii kumite muži −84 kg, v roce 2013 v Maďarsku
- 3. místo - v kategorii kumite muži +84 kg, v roce 2018 v Srbsku
- 3. místo - v kategorii kumite muži +84 kg, v roce 2022 v Turecku

Karate 1 premier leagie
- 5x získal 1. místo
- 2x získal 2. místo
- 5x získal 3. místo